# Curcuma (geslacht)
Curcuma is een geslacht uit de gemberfamilie (Zingiberaceae). De soorten komen voor in Zuidoost-Azië, Zuid-China, het Indisch subcontinent, Nieuw-Guinea en Noord-Australië. Een soort uit dit geslacht is Curcuma longa, waar de specerij kurkuma uit gewonnen wordt.

## Soorten
- Curcuma aeruginosa Roxb.
- Curcuma albicoma S.Q.Tong
- Curcuma albiflora Thwaites
- Curcuma alismatifolia Gagnep. : Siam tulip
- Curcuma amada Roxb. : mango-ginger
- Curcuma amarissima Roscoe
- Curcuma angustifolia Roxb.
- Curcuma aromatica Salisb. : wild turmeric
- Curcuma attenuata Wall. ex Baker
- Curcuma aurantiaca van Zijp
- Curcuma australasica Hook.f.
- Curcuma bakeriana Hemsl.
- Curcuma bicolor Mood & K.Larsen
- Curcuma bhatii (R.M.Smith) Skornickova & M.Sabu
- Curcuma burttii K.Larsen & R.M.Smith
- Curcuma caesia Roxb. : black turmeric
- Curcuma ceratotheca K.Schum.
- Curcuma chuanezhu Z.Y.Zhu
- Curcuma chuanhuangjiang Z.Y.Zhu
- Curcuma chuanyujin C.K.Hsieh & H.Zhang
- Curcuma cochinchinensis Gagnep.
- Curcuma codonantha Skornickova
- Curcuma coerulea K.Schum.
- Curcuma colorata Valeton
- Curcuma comosa Roxb.
- Curcuma coriacea Mangaly & M.Sabu
- Curcuma decipiens Dalzell
- Curcuma ecalcarata Sivar. & Balach.
- Curcuma euchroma Valeton
- Curcuma ecomata Craib
- Curcuma elata Roxb.
- Curcuma exigua N.Liu
- Curcuma ferruginea Roxb.
- Curcuma flaviflora S.Q.Tong
- Curcuma glans K.Larsen & Mood
- Curcuma gracillima Gagnep.
- Curcuma grandiflora Wall. ex Baker
- Curcuma haritha Mangaly & M.Sabu
- Curcuma harmandii Gagnep.
- Curcuma heyneana Valeton & van Zijp
- Curcuma inodora Blatt.
- Curcuma karnatakensis Amalraj
- Curcuma kudagensis Velayudhan, V.S.Pillai & Amalraj
- Curcuma kwangsiensis S.G.Lee & C.L.Liang
- Curcuma lanceolata Ridley
- Curcuma larsenii C.Maknoi & T.Jenjittikul
- Curcuma latiflora Valeton
- Curcuma latifolia Roscoe
- Curcuma leonidii
- Curcuma leucorrhiza Roxb.
- Curcuma loerzingii Valeton
- Curcuma longa L. : turmeric
- Curcuma longispica Valeton
- Curcuma malabarica Velayudhan, Amalraj & Muralidharan
- Curcuma meraukensis Valeton
- Curcuma mutabilis Skornickova, M.Sabu & Prasanthkumar
- Curcuma neilgherrensis Wight
- Curcuma nilamburensis K.C.Velayudhan et al.
- Curcuma oligantha Trimen
- Curcuma ornata Wall. ex Baker
- Curcuma parviflora Wall.
- Curcuma parvula Gage
- Curcuma peethapushpa Sasidh. & Sivar.
- Curcuma petiolata Roxb.
- Curcuma phaeocaulis Valeton
- Curcuma pierreana Gagnep.
- Curcuma plicata Wall. ex Baker
- Curcuma porphyrotaenia Zipp. ex Span.
- Curcuma prakasha S.Tripathi
- Curcuma pseudomontana J.Graham
- Curcuma purpurascens Blume
- Curcuma purpurea Blatt.
- Curcuma raktakanta Mangaly & M.Sabu
- Curcuma reclinata Roxb.
- Curcuma rhabdota Sirirugsa & M.F.Newman
- Curcuma rhomba Mood & K.Larsen
- Curcuma roscoeana Wall.
- Curcuma rubescens Roxb.
- Curcuma rubrobracteata Skornickova, M.Sabu & Prasanthkumar
- Curcuma sattayasaii A.Chaveerach & R.Sudmoon
- Curcuma sichuanensis X.X.Chen
- Curcuma singularis Gagnep.
- Curcuma sparganiifolia Gagnep.
- Curcuma stenochila Gagnep.
- Curcuma strobilifera Wall. ex Baker
- Curcuma sulcata Haines
- Curcuma sumatrana Miq.
- Curcuma sylvatica Valeton
- Curcuma thalakaveriensis Velayudhan et al.
- Curcuma thorelii Gagnep.
- Curcuma trichosantha Gagnep.
- Curcuma vamana M.Sabu & Mangaly
- Curcuma vellanikkarensis K.C.Velayudhan et al.
- Curcuma wenyujin Y.H.Chen & C.Ling
- Curcuma wenchowensis Y.H.Chen & C.Ling
- Curcuma yunnanensis N.Liu & C.Senjen
- Curcuma zanthorrhiza Roxb.
- Curcuma zedoaria (Christm.) Roscoe
- Curcuma zedoaroides A.Chaveerach & T.Tanee